# L'Échappée (série télévisée)
L'Échappée est une série télévisée québécoise dramatique créée par Michelle Allen, diffusée entre le 12 septembre 2016 jusqu’au 27 mars 2023 sur le réseau TVA.

## Synopsis
Brigitte Francoeur revient à Sainte-Alice-de-Rimouski pour le mariage de sa fille Jade, qui a été élevée par sa sœur Noémie et son mari Marc. Cependant, Agnès, une intervenante du centre jeunesse L'Échappée, où Noémie est directrice, est froidement agressée et meurt de ses blessures. De vieilles histoires remonteront à la surface et une enquête sera effectuée auprès des habitants de Sainte-Alice-de-Rimouski afin de découvrir le meurtrier.

## Distribution

### Personnages principaux
- Anick Lemay : Noémie Francoeur (principale saisons 1 et 2, 4 à 7, voix off saison 3)
- Jean-François Nadeau : Robin Despaties
- Charlotte Aubin : Jade Francoeur
- Stéphane Gagnon : Marc Dubé
- Pierre-Yves Cardinal : Richard L'Espérance
- Félix-Antoine Duval : Xavier Étienne
- Sophie Bourgeois : Martine Lyndsay
- Marie-Soleil Dion : Sophie Cartier (récurrente saison 1, principale depuis la saison 2)
- Rémy Girard : Clément Francoeur † (principal depuis la saison 2)
- Kelly Depeault : Claudie Lyndsay (récurrente saisons 1 à 4, principale depuis la saison 5)
- Chantal Fontaine : Gisèle Bayeur[1] (principale depuis la saison 5)
- Sylvain Marcel : Thomas Bourgoin[1] (principal depuis la saison 5)
- Pierre-Luc Brillant : Stéphane Giroux[1] (principal depuis la saison 5)
- Isabelle Blais : Kim Labonté[1] † (principale depuis la saison 5)
- Lou-Pascal Tremblay : Félix Gravel (récurrent saison 4, principal depuis la saison 5)
- Normand D'Amour : Bill « Bullet » Beaudry[2] † (principal depuis la saison 5)
- Laurie Babin : Joëlle Leroux † (récurrente saisons 2 à 4, principale depuis la saison 5)
- Éléonore Loiselle : Astrid Voyer (récurrente saison 4, principale depuis la saison 5)
- Milya Corbeil-Gauvreau : Rosalie Chaput (récurrente saisons 3 et 4, principale depuis la saison 5)
- Jean-Nicolas Verreault : Jacques Rolland (récurrent saisons 3 et 4, principal depuis la saison 5)
- Bénédicte Décary : Macha Labonté (récurrente saison 4, principale depuis la saison 5)
- Steve Gagnon : Jean-Simon Cardinal † [1] (principal depuis la saison 5)

### Anciens personnages principaux
- Julie Perreault : Brigitte Francoeur † (principale saisons 1 à 4)
- Patrick Hivon : David Lelièvre † (principal saisons 1 à 4)
- Daniel Parent : Patrick Landry (principal saisons 1 à 3, invité saison 4)
- Évelyne Rompré : Agnès Meilleur † (personnage pilote - meurt dès le premier épisode)
- Anne Casabonne : Cécile Nault (principale saisons 2 à 4)
- Alexandre Goyette : Bruno Saulnier † (principal saisons 2 à 4)
- Sacha Charles : Étienne Cadet (récurrent saison 2, principal saison 3, invité saison 4 et 7)
- Guy Thauvette : Armand Lyndsay † (principal saison 4)
- Alexandre Landry : Vincent Proulx (récurrent saison 3, principal saison 4)
- Stéphane Archambault : Philippe Duval (principal saison 4)
- Bianca Gervais : Marie-Louise Cyr † (principale saisons 1 à 5)

### Personnages récurrents

#### Introduits dans la saison 1
- Étienne Galloy : Greg Laplante (récurrent saison 1, invité saison 3 et 7)
- Brandon St-Jacques Turpin : Jérôme Landry (récurrent saisons 1 à 3, invité saison 4)
- Émilie Bierre : Zoé Blanchette † (récurrente saisons 1 à 3, invitée saison 4)
- Christophe Levac : Éric Jobin † (récurrent saisons 1 à 3)
- Virginie Morin : Jacinthe Ménard (récurrente saisons 1 à 4)
- Nathan Boutin : Alex Moisan (récurrent saison 1 à 7)
- Léa Jaouich : Annabelle Gauthier (récurrente saison 1)
- Marie-Claude Guérin : Sonia Moreau (récurrente depuis la saison 1)
- Joseph Bellerose : Dr Thierry Dubois (récurrent saison 1, invité saisons 2 et 3)
- Zakary Lavigne : Francis Moreau (récurrent saisons 1 à 4 et 7)
- Joëlle Paré-Beaulieu : Adèle Blanchette (récurrente saisons 1 à 3, invitée saison 4)
- Éric Robidoux : Daniel Laplante (récurrent saisons 1 et 3, voix off saison 4)
- Jean-François Beaupré : Jordan Tremblay (récurrent saisons 1 et 2)
- Marc Paquet : Bastien Grenon (récurrent saisons 1 et 2, invité saison 3)
- Léo Caron : Zacharie Hébert (récurrent saisons 1 et 4)
- Thérèse Perreault : Dre Joly (récurrente saison 1)
- Jean-Sébastien Courchesne : Samuel Forget † (récurrent saison 1, invité saison 2)

#### Introduits dans la saison 2
- Ashley Thai-Savard : Magalie Roy (récurrente saison 2)
- Geneviève Schmidt : Chantal Leroux (récurrente depuis la saison 2)
- Isabelle Brouillette : Esther Sauvé † (récurrente saison 2, invitée saison 3)
- Micheline Bernard : Micheline Blanchette (invitée saison 2, récurrente depuis la saison 3)

#### Introduits dans la saison 3
- Marilyn Castonguay : Audrey Laberge (récurrente saison 3, invitée saison 4)
- Louis-Olivier Mauffette : Hugo Cloutier (récurrent saisons 3 et 4)
- Tania Kontoyanni : Éva Kostas (récurrente saison 3)
- Noah Parker : Raphaël Cloutier (récurrent depuis la saison 3)
- Justin Leyrolles-Bouchard : Clovis Beauséjour (récurrent saison 3)
- Antoine DesRochers : Maxime Lortie (récurrent saisons 3 et 4)
- Benoît McGinnis : Guy Chicoine (récurrent saison 3)
- Emmanuel Charest : Ronald Marchand (récurrent saison 3, invité saison 4)
- Alex Bisping : Gérard Chaput (récurrent depuis la saison 3)
- Marilou Morin : Samantha Garcia (récurrente saisons 3 et 4)
- Maxime Mailloux : Germain Beaulieu (invité saison 3, récurrent saison 4)

#### Introduits dans la saison 4
- Victor Andres Trelles Turgeon : Mateo da Costa (récurrent depuis la saison 4)
- Emmanuelle Lussier-Martinez : Françoise Chaput (récurrente saison 4)
- Sophie Nélisse : Romy Lalonde (récurrente saison 4)
- Hubert Proulx : Julien Lalonde (récurrent saison 4)
- Chimwewe Miller : Bryan Sauvé (récurrent saison 4)
- Marcelo Arroyo : Alberto da Costa (récurrent saison 4)
- Emmanuel Auger : Jimmy Talbot (récurrent saison 4)
- Guillaume Champoux : Bobby Gravel (récurrent saison 4)

#### Introduits dans la saison 5
- Marie-Ève Beaulieu : Dre Catherine Chénier[1] (récurrente depuis la saison 5)
- Schelby Jean-Baptiste : Chloé Fontaine[1] (récurrente depuis la saison 5)
- Mathieu Drouin : Jules Labonté[1] (récurrent depuis la saison 5)
- Sam-Éloi Girard : Manu Rhéaume-Côté[1] (récurrent depuis la saison 5)
- Rémi Poitras : Olivier Beaufort (récurrent depuis la saison 5)
- Victoria Bouchard : Charlie Labonté[1] (récurrente depuis la saison 5)
- Noémie Godin-Vigneau : Maude Jutras[2]
- Devon O'Connor : Fabien Bélanger-Jutras[2]
- Jean-Moïse Martin : Dominic St-Pierre[2]
- Marie-Ève Perron : Sandrine Quessy[2]
- Catherine Allard : Tatiana Zalandek † [2]

#### Introduits dans la saison 6
- Sophie Cadieux : Maya Déry[3]
- Thomas Boonen : Keven Dufresne[3]
- Kathleen Fortin : Colette Gilbert[3]
- Martin Drainville : Anatole Dufresne[3]
- Nathalie Doummar : Dre Leila Khouzam[3]
- Rose-Maïté Erkoreka : Julie Rhéaume, la mère de Manu[4]
- Juliette Gosselin : Joséphine Bourgoin[3]
- Gabrielle Lamarche : Anaïs Dubé-Racine[3]
- Guillaume Lambert : Paul-Omer Desforges[3]
- Étienne Pilon : Jean-Nicolas Côté, le père de Manu[4]
- Jade Tessier : Lily[3]
- Arnaud Vachon : Théo Pelletier[5]
- Geneviève Alarie : Odile Beaufort, la mère d'Olivier[6]
- Jolan Deshaies : Chris Thériault

#### Introduits dans la saison 7
- Sonia Vachon : Manon Champoux
- Stéphane Breton : Walter Champoux
- Mathéo Piccinin Savard : Jacob Champoux
- Luc Bourgeois : Me Amédée Jouvrot
- Léa-Kim Lafrance-Leroux : Ursule Grammond
- Simone Bellemare-Ledoux : Emmanuelle Despatie
- Richard Robitaille : Bernard Beaufort
- Moïse Desjardins : Arthur

#### Fiche technique
- Scénariste principale : Michelle Allen (saisons 1-4), Mylène Chollet (saisons 5-6-7)
- Réalisation : Miryam Bouchard et François Bégin, Simon Barrette (saisons 4-5-6-7), Geneviève Poulette (saisons 5-6-7)
- Productrice déléguée : Mélissa Dupont
- Producteur : André Dupuy
- Société de production : Amalga

## Épisodes

### Première saison (2016-2017)
La première saison a été diffusée du lundi 12 septembre 2016, au 27 mars 2017 sur le réseau TVA.
1. Sweet Agnès
2. Partie de chasse
3. Une fois par jour
4. Entre l'arbre et l'écorce
5. On récolte ce qu'on sème
6. Adieu Agnès
7. Partir ou rester
8. Éclopés
9. L'Heure juste
10. Paternités
11. La Maison Jaune
12. La Boîte de Pandore
13. Jeune homme en colère
14. Le Loup dans la bergerie
15. Je me souviens
16. L'Effet domino
17. Miracle à Sainte-Alice
18. Bébé Blues
19. Les Masques
20. La Fin du monde
21. La Pièce manquante
22. Dérapage non contrôlé
23. Le Prix à payer
24. Le Calumet de paix

Cotes d'écoutes
| №  | Première diffusion | Cotes d'écoute  | Cotes d'écoute | Rang semaine |    | №               | Première diffusion | Cotes d'écoute | Cotes d'écoute | Rang semaine |
| -- | ------------------ | --------------- | -------------- | ------------ | -- | --------------- | ------------------ | -------------- | -------------- | ------------ |
| 1  | 12 septembre 2016  | en stagnation   | 1 536 000      | 2e           | 13 | 9 janvier 2017  | en diminution      | 1 300 000      | 5e             |              |
| 2  | 19 septembre 2016  | en diminution   | 1 316 000      | 3e           | 14 | 16 janvier 2017 | en augmentation    | 1 357 000      | 4e             |              |
| 3  | 26 septembre 2016  | en augmentation | 1 355 000      | 4e           | 15 | 23 janvier 2017 | en diminution      | 1 296 000      | 5e             |              |
| 4  | 3 octobre 2016     | en diminution   | 1 345 000      | 4e           | 16 | 30 janvier 2017 | en augmentation    | 1 348 000      | 3e             |              |
| 5  | 10 octobre 2016    | en augmentation | 1 358 000      | 5e           | 17 | 6 février 2017  | en augmentation    | 1 360 000      | 4e             |              |
| 6  | 17 octobre 2016    | en diminution   | 1 335 000      | 5e           | 18 | 13 février 2017 | en augmentation    | 1 380 000      | 3e             |              |
| 7  | 24 octobre 2016    | en diminution   | 1 220 000      | 6e           | 19 | 20 février 2017 | en diminution      | 1 322 000      | 4e             |              |
| 8  | 31 octobre 2016    | en augmentation | 1 318 000      | 4e           | 20 | 27 février 2017 | en diminution      | 1 273 000      | 4e             |              |
| 9  | 7 novembre 2016    | en augmentation | 1 395 000      | 4e           | 21 | 6 mars 2017     | en augmentation    | 1 356 000      | 4e             |              |
| 10 | 14 novembre 2016   | en diminution   | 1 365 000      | 4e           | 22 | 13 mars 2017    | en augmentation    | 1 357 000      | 5e             |              |
| 11 | 21 novembre 2016   | en augmentation | 1 438 000      | 4e           | 23 | 20 mars 2017    | en diminution      | 1 274 000      | 5e             |              |
| 12 | 28 novembre 2016   | en augmentation | 1 468 000      | 3e           | 24 | 27 mars 2017    | en augmentation    | 1 317 000      | 4e             |              |

### Deuxième saison (2017-2018)
La deuxième saison a été diffusée du 11 septembre 2017 au 26 mars 2018.
1. Du sable dans l'engrenage
2. Vague de fond
3. L'Étau
4. La Peau de l'ours
5. Le Revenant
6. Souffler sur les braises
7. Deux sœurs
8. Enfin
9. Jusqu'au bout
10. Attraction - Répulsion
11. Pressions
12. Œil pour œil
13. Au pied de l'escalier
14. Maux d'amour
15. Blackout
16. De l'huile sur le feu
17. Réveil brutal
18. Bonnie et Clyde
19. Parfum de femme
20. Brigitte bashing
21. Le Poil de la bête
22. Sortie d'urgence
23. Et pour le pire…
24. Je n'oublie pas

### Troisième saison (2018-2019)
La troisième saison a été diffusée du 10 septembre 2018 au 25 mars 2019.
1. Sauver sa peau
2. Les vieux fantômes
3. Chacun sa vérité
4. Comme un animal traqué
5. Repose en paix
6. Au nom du père
7. Avancer à reculons
8. Victoire
9. Le 5e parfum
10. Les culottes baissées
11. Trois filles en colère
12. Mutinerie
13. Lendemain de veille
14. Retrouvailles
15. Dans la peau
16. Règlements de compte
17. Franchir la ligne
18. Liaisons dangereuses
19. Maman a raison
20. La Louve dans la bergerie
21. La Clé des champs
22. Faute avouée
23. Le Baiser de la mort
24. Jouer avec le feu

### Quatrième saison (2019-2020)
La quatrième saison a été diffusée du 9 septembre 2019 au 23 mars 2020.
1. Retour au bercail
2. À toi pour toujours, Lou !
3. Retrouvailles
4. Les Trois Sœurs
5. Sur le sentier de la guerre
6. Le Visiteur
7. Provocation
8. Bon anniversaire Raph!
9. Le Jugement de Salomon
10. Pour le meilleur et pour le pire
11. Papa, où t'es?
12. Temps suspendu
13. Dans la mire
14. Départs
15. Dernières volontés
16. Le Mot de la fin
17. Crève-cœur
18. Prends soin de toi
19. 18 ans
20. En danger
21. L'Amour en héritage
22. Comme avant
23. Le Spectre
24. Trophée de chasse

### Cinquième saison (2020-2021)
La cinquième saison a été diffusée du 26 octobre 2020 au 26 avril 2021. (Note : le début de la diffusion de la saison a été retardé d'un mois à la suite de l'arrêt des tournages au début de la pandémie de Covid-19.)
1. Nuit noire
2. Vérités et conséquences
3. Pères absents
4. Cadeaux
5. Dérapages
6. Ricochet
7. Briser le moule
8. Détours
9. Faux semblants
10. Face à face
11. Choix
12. Sans issue
13. Contrecoups
14. Trompe-l'œil
15. Traces
16. Justice
17. Doubles jeux
18. Mascarade
19. Dernier droit
20. Pile/face
21. Recherchés
22. Temps perdu
23. Sans regrets
24. À Dieu

### Sixième saison (2021-2022)
La sixième saison a été diffusée du 13 septembre 2021 au 21 mars 2022.
1. Terre promise
2. Chemin de croix
3. Révélations
4. Marie-Louise
5. Désordres
6. Dédales
7. Tempêtes
8. Échos
9. Éveil
10. Deuxièmes chances
11. Folie à deux
12. La pilule rouge
13. Maman
14. Papa
15. Trous noirs
16. Bercail
17. Famille
18. Alibis
19. Cache-cache
20. Point de bascule
21. Éloge de la fuite
22. Pas de recul
23. Sacrifices
24. Homéostasie

### Septième saison (2022-2023)
La septième et dernière saison  a été diffusée du 12 septembre 2022 au 27 mars 2023.
1. Reset
2. Tributs
3. Recouvrements
4. Le dernier trapèze
5. Dérailler
6. Bagages
7. Débordements
8. Francs cœurs
9. Derniers recours
10. Passés simples
11. Jugements
12. Responsables
13. Idées noires
14. Feintes
15. Focus
16. Pots aux roses
17. Arythmies
18. Le miroir des trahisons
19. Averses
20. Contingences
21. Guérisons
22. Mémoire sélective
23. La dernière fois
24. Réchappés